# Koncentrat

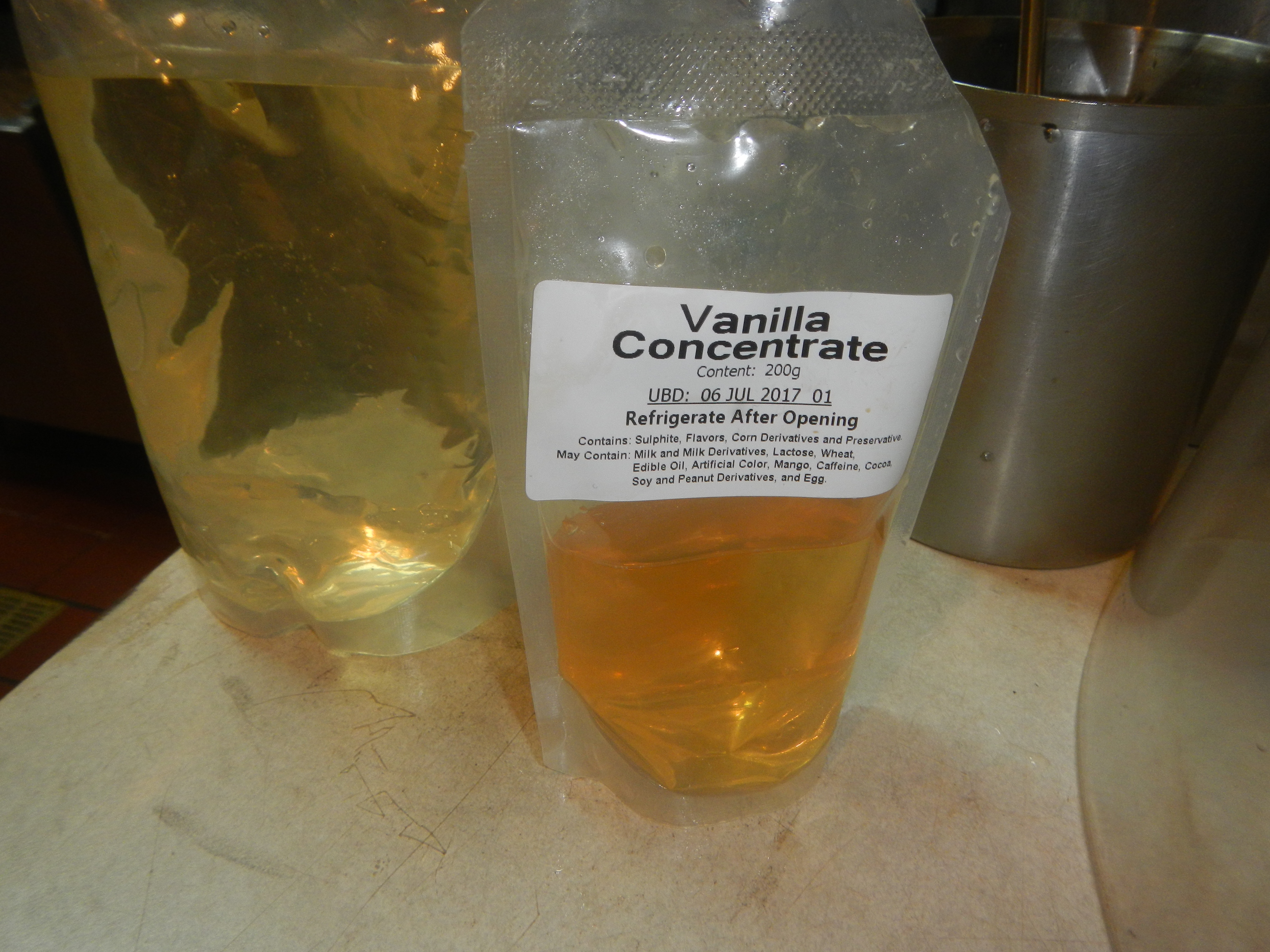
En förpackning med vaniljkoncentrat.

Ett koncentrat är en blandning av ämnen där man avlägsnat ett ämne för att få en högre koncentration av de andra ämnena. Vanligast är att man avlägsnar ett lösningsmedel, till exempel vattnet ur apelsinjuice. Kvar får man en apelsinjuice med lägre vatteninnehåll, det vill säga apelsinjuicekoncentrat. Det är till för att tex få juicen att ta mindre plats under transport.